# Gary Filmon
Gary Albert Filmon, PC, OC, OM (* 24. August 1942 in Winnipeg, Manitoba) ist ein kanadischer Politiker der Progressive Conservative Party of Manitoba (Tories). Von 1977 bis 1999 war er Abgeordneter der Legislativversammlung von Manitoba. Er regierte die Provinz Manitoba vom 9. Mai 1988 bis zum 5. Oktober 1999 als Premierminister. Parteivorsitzender der Tories war er von 1983 bis 2000.

## Biografie

### Beruf und Kommunalpolitik
Filmon, der aus einer rumänischen und polnischen Einwandererfamilie stammt, studierte nach dem Schulbesuch an der University of Manitoba und war anschließend als Bauingenieur tätig. Daneben war er von 1969 bis 1980 Vizepräsident und Präsident des Success Business College. Er engagierte sich in der Kommunalpolitik und gehörte von 1975 bis 1979 dem Stadtrat von Winnipeg an. In diesem war er Vorsitzender des Ausschusses für kommunale Anlagen und Betriebe.

### Minister und Oppositionsführer
1979 trat Filmon für die Tories zu einer Nachwahl im Wahlkreis River Heights an und wurde zum Abgeordneten der Legislativversammlung von Manitoba gewählt. Am 16. Januar 1981 berief ihn Sterling Lyon ins Kabinett und ernannte ihn zum Minister für Verbraucher- und Unternehmensangelegenheiten und Umwelt sowie zum Wohnungsbauminister. Seine Amtszeit währte nur bis zum 30. November 1981. Filmon war zwar zwei Wochen zuvor im neu geschaffenen Wahlkreis Tuxedo wiedergewählt worden, doch die Tories als Ganzes verloren die Wahlen und mussten die Regierungsbildung der New Democratic Party of Manitoba (NDP) überlassen.
Nach Lyons Rücktritt wählten die Delegierten Filmon zum neuen Parteivorsitzenden der Tories, womit er gleichzeitig Oppositionsführer in der Legislativversammlung war. Nachdem er sich bei den Parteikongressen 1986 und 1987 gegen Herausforderer als Vorsitzender behaupten konnte, war er Spitzenkandidat der Partei bei den Wahlen am 26. April 1988. Filmon konnte sich dabei auf seine Popularität bei städtischen Delegierten stützen, wenngleich die ländlichen Mandatsträger die Mehrheit in der Parlamentsfraktion stellten.

### Premierminister
Obwohl die Tories einen Sitz weniger als bei den letzten Wahl errangen, wurden sie stärkste Kraft in der Legislativversammlung und konnten eine Minderheitsregierung bilden. Filmon wurde am 9. Mai 1988 zum 19. Premierminister von Manitoba gewählt. Dies war auch darauf zurückzuführen, dass der neue NDP-Vorsitzende Gary Doer auf die Bildung einer Koalitionsregierung mit der Manitoba Liberal Party verzichtete und stattdessen die Minderheitsregierung Filmons stützte. Die innerparteilichen Spannungen zwischen städtischen und ländlichen Abgeordneten der Tories führten allerdings ebenso wie die ständige Kompromissbereitschaft gegenüber anderen Parteien dazu, dass die Regierung stets Gefahr lief, durch einen Misstrauensantrag gestürzt zu werden.
Während seiner gesamten Amtszeit als Premierminister war Filmon zusätzlich Minister für die Beziehungen zwischen Bund und Provinz sowie ab 1991 Minister für staatliche Dienstleistungen in französischer Sprache. Er beteiligte sich an der Debatte um die Revision der Verfassung von Kanada, die der kanadische Premierminister Brian Mulroney in Gang gesetzt hatte. Zunächst sprach er sich gegen den Meech Lake Accord aus, der den Status der frankophonen Provinz Québec gestärkt hätte, stimmte dann aber einem von Jean Charest ausgehandelten Kompromiss zu. Letztlich scheiterte die Revision, als der NDP-Abgeordnete und Indianervertreter Elijah Harper die vom Gesetz geforderte Einmütigkeit verhinderte.
Filmon konnte sich nach den Wahlen von 1990 und 1995 auf eine knappe Mehrheit stützen. Er nahm einen steuerpolitisch konservativen sowie einen sozialpolitisch progressiven Kurs ein, der durch moderaten Pragmatismus seiner Programme im Sinne einer politischen Mitte geprägt war. Zuletzt kam es während seiner Amtszeit zur Privatisierung der staatlichen Telefongesellschaft. Außerdem gestattete ein Gesetz den Austritt einzelner Orte aus der Metropolregion Winnipeg. Filmon und seine Partei wurden 1998 in einen Skandal verwickelt. Verschiedene „unabhängige“ Kandidaten waren bei den Wahlen drei Jahre zuvor heimlich von progressiv-konservativen Parteifunktionären unterstützt worden, um die Wahlchancen der NDP-Kandidaten zu schmälern.
Filmon selbst war nicht in den Skandal verwickelt gewesen, dennoch erlitt seine Regierung einen Reputationsschaden, wozu auch steigende Arbeitslosenzahlen beitrugen. Zudem schenkte die Mehrheit seinen Ankündigungen von Steuersenkungen und gleichzeitigen Mehrinvestitionen in das soziale System keinen Glauben. Bei den Wahlen vom 21. September 1999 erlitten die Tories eine Niederlage und Filmon musste das Amt des Premierministers an Gary Doer übergeben. Im Anschluss blieb er noch bis 2002 Oppositionsführer und zog sich danach weitgehend aus der Politik zurück.
Zuletzt war Filmon von 2005 bis 2010 Vorsitzender des Security Intelligence Review Committee (SIRC), einer unabhängigen Regierungsbehörde zur Kontrolle des Canadian Security Intelligence Service (CSIS). Für seine Verdienste erhielt er 2009 den Order of Canada.